# Серафимово (Минский район)
Серафимово (бел. Серафімо́ва) — деревня в Минском районе Минской области Беларуси. В составе Михановичского сельсовета.

## География
Расположена в 8 км на юг от Минска, в 3 км от железнодорожной станции Михановичи, на шоссе М1.

## История
В XVIII веке имение в Минском уезде Минского воеводства Великого Княжества Литовского. В 1792 году владелец имения Казимир Янушевский финансировал деревянный костёл. 
В результате второго раздела Речи Посполитой 1793 года территория оказалась в составе Российской империи, в Минском уезде Минской губернии. В 1885 году фольварк в Самохваловичской волости Минского уезда.
С конца февраля 1918 года территория оккупирована войсками Германской империи. 25 марта 1918 года согласно Третьей Уставной грамоте провозглашалась частью Белорусской Народной Республики. В декабре 1918 года занята Красной Армией, с 1 января 1919 года в соответствии с постановлением I съезда КП(б) Беларуси она вошла в состав Советской Белоруссии, с 27 февраля 1919 года — в ЛитБел ССР. Во время Польско-советской войны в августе 1919 — июле 1920 годов и в середине октября 1920 года под оккупацией Польши (Минский округ).
С 31 июля 1920 года в Белорусской ССР. С 20 августа 1924 года в Кайковском сельсовете Самохваловичского района Минского округа (до 26 июля 1930 года). С 18 января 1931 года в Смиловичском районе. С 26 мая 1935 года в Минском районе. С 20 февраля 1938 года в Минской области.
Во Вторую мировую войну с конца июня 1941 года до начала июля 1944 года деревня под оккупацией Германии.

## Население
- 1897 год — деревня, 12 дворов, 61 житель; фольварк, 2 двора, 20 жителей
- 1917 год — деревня, 52 двора, 114 жителей; фольварк, 2 двора, 8 жителей
- 1926 год — 17 дворов, 81 житель
- 1999 год — 441 житель (перепись населения)
- 2009 год — 485 жителей (перепись населения)